# Dekanat złotnicki
Dekanat złotnicki – jeden z 30 dekanatów archidiecezji gnieźnieńskiej, składa się z 9 parafii.

## Parafie dekanatu złotnickiego
- Parafia Matki Bożej Królowej Polski w Dąbrowie Wielkiej
- Parafia św. Katarzyny w Dźwierzchnie
- Parafia św. Marcina Bp. w Jaksicach
- Parafia św. Marii Magdaleny i św. Wojciecha w Lisewie Kościelnym
- Parafia św. Anny w Liszkowie
- Parafia Niepok. Poczęcia NMP w Nowej Wsi Wielkiej
- Parafia Świętej Trójcy w Pęchowie
- Parafia św. Apostołów Piotra i Pawła w Tucznie
- Parafia św. Andrzeja Boboli i św. Antoniego z Padwy w Złotnikach Kujawskich